# L'auberge ensorcelée
L'auberge ensorcelée er en fransk stumfilm fra 1897 af Georges Méliès.